# Schweppes

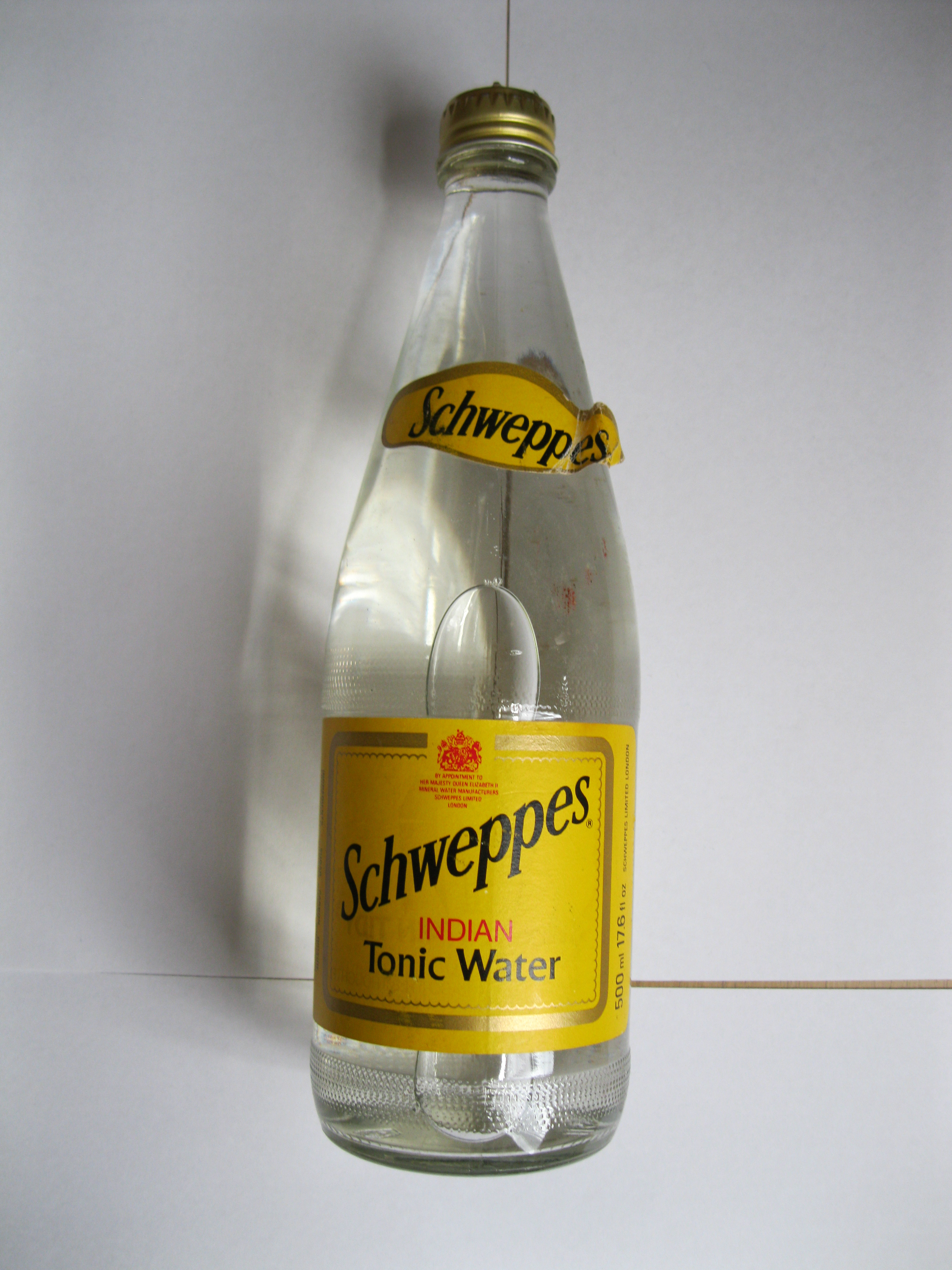
En flaska Schweppes.

Schweppes är ett varumärke för mineralvatten och kolsyrade läskedrycker, vars ursprung sträcker sig över 200 år bakåt i tiden. I Sverige licenstillverkas och marknadsförs Schweppes sortiment av Spendrups.

## Historia
Det var urmakaren, juveleraren och amatöruppfinnaren Jacob Schweppe från Witzenhausen i Tyskland som år 1783 effektiviserade systemet för tillverkning av kolsyrat mineralvatten. Samma år grundade han sitt företag i Genève, men flyttade 1790 till England för att utöka sin verksamhet. Där ingick han ett samarbete med en annan företagare och tillsammans startade de en fabrik på Drury Lane i London. Oroligheter i Europa till följd av den franska revolutionen och Napoleonkrigen mellan Frankrike och England fick till följd att Schweppes partner bröt upp samarbetet och flyttade utomlands 1792.  
År 1969 gick Schweppes Company samman med Cadbury och bildade Cadbury Schweppes. Efter ett antal förvärv separerade företagen 2008; dryckesföretaget fick namnet Dr Pepper Snapple Group.